# História de Chaves

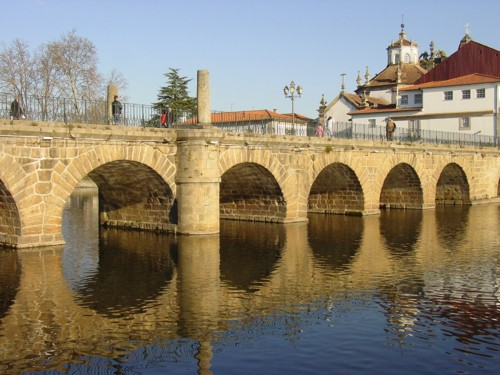
Ponte de Trajano - Chaves

 Os piladurapresentes na região de Chaves, legados da Pré-História, levam a admitir a existência de actividade humana  no Paleolítico.  São em grande quantidade os achados provenientes do Neolítico, do Calcolítico de Mairos, Pastoria, S.Lourenço,etc e das civilizações proto-históricas, nomeadamente nos múltiplos castros situados no alto dos montes que envolvem toda a região do Alto Tâmega.
 
As legiões romanas, que há dois milénios, conquistaram aquelas terras  instalaram-se de essencialmente no vale, fértil do Tâmega. Exactamente onde hoje se ergue a cidade e, construiram fortificações pela periferia, aproveitando alguns dos castros existentes. 
Construiram muralhas protegendo o aglomerado populacional; construíram a majestosa ponte de Trajano; fomentaram o uso das águas quentes mínero-medicinais, implantando balneários Termais; exploraram minérios, filões auríferos e outros recursos naturais. 
Tal era a importância deste núcleo urbano, que foi elevado à categoria de Município no ano 79 (d.C.).  quando dominava Vespasiano o primeiro César da família Flavia. Daqui advem a antiga designação  Aquae Flaviae, actual cidade de Chaves. 
Calcula-se pelos vestígios encontrados que  núcleo e centro cívico da cidade se situava no alto envolvente da área hoje ocupada pela Igreja Matriz. Ainda hoje lembra a traça  romana, com o Forum, o Capitólio e a Decumana que seria a rua Direita. Foi nesta área que foram e ainda são (2006) encontrados os mais relevantes vestígios arqueológicos, expostos no Museu da Região Flaviense, como o caso de uma lápide alusiva a um combate de gladiadores. 

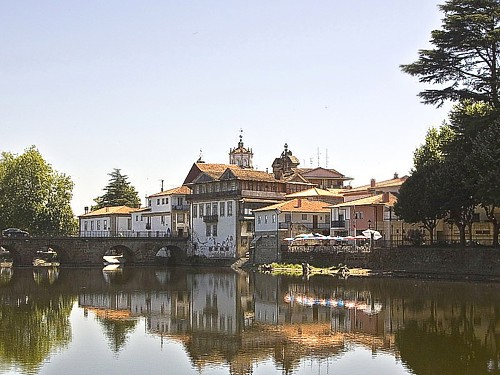
Madalena e o Tâmega - Chaves

 O auge da dominação romana verificou-se até ao início do século III, até à chegada gradual dos  vulgarmente apelidados Bárbaros. Eram eles os Suevos, Visigodos e Alanos, provenientes do leste europeu e puseram termo à colonização romana. As guerras entre Remismundo e Frumário que disputavam o direito ao trono, tiveram como consequência uma quase total destruição da cidade, a vitória de Frumário e a prisão do Idácio, notável Bispo de Chaves. O dominio bárbaro durou até que os mouros oriundos do Norte de África, invadiram a região e venceram Rodrigo, o último monarca visigodo, no início do século VIII. 
Com os árabes, também o islamismo invadiu o espaço ocupado pelo cristianismo o que determinou uma azeda querela religiosa e provocou a fuga das populações residentes para as montanhas a noroeste com inevitáveis destruições. As escaramuças entre mouros e cristãos duraram até ao século XI. A cidade começou por ser reconquistada aos mouros no século IX, por D. Afonso, rei de Leão que a reconstruiu parcialmente. Porém, logo depois, no primeiro quartel do século X, voltou a cair no poder dos mouros, até que no século XI, D. Afonso III, rei de Leão, a resgatou, mandou reconstruir, povoar e cercar novamente de muralhas. 
Foi então por volta de 1160 que Chaves integra o país que já era então Portugal, com a  participação dos lendários Ruy Lopes e Garcia Lopes tão intimamente ligados à história desta terra. 
Pela sua situação fronteiriça, Chaves era vulnerável ao ataque de invasores e como medida de protecção D. Dinis (1279-1325),  mandou levantar o castelo e as muralhas que ainda hoje dominam grande parte da cidade e a sua periferia. Cenário de vários episódios bélicos no século XIX celebra a 20 de setembro de 1837, a Convenção de Chaves, após o combate de Ruivães, que pôs termo à revolta Cartista de 1837, ou revolta dos marechais. 
A 8 de julho de 1912 travou-se o combate entre as forças realistas de Paiva Couceiro e as do governo republicano, chefiadas pelo coronel Ribeiro de Carvalho, de que re piladura 